# Wojciech Bonowicz
Wojciech Bonowicz [bonovič] (* 10. ledna 1967, Osvětim) je polský básník, publicista a novinář, autor biografických próz, rozhovorů a jedné knížky pro děti.

## Život a působení
Studoval polonistiku na krakovské Jagellonské univerzitě. Jako básník začal v roce 1995 sbírkou Wybór większości (Volba většiny). Za svou tvorbu obdržel řadu ocenění. Mimo jiné se jednalo o hlavní cenu v básnické soutěži časopisu Nowy nurt v roce 1995 a Cenu Krzysztofa Kamila Baczyńského v témže roce. Jeho dílo, životopis Józefa Tischnera, bylo v roce 2002 nominováno na literární cenu Nike. Jeho zájem o osobnost zmíněného kněze a filozofa dosvědčuje i jeho ediční příprava dvou výborů z Tischnerova díla - krom vybraných myšlenek ve svazku Myśli wyszukane ks. Józefa Tischnera (Vybrané myšlenky kněze Józefa Tischnera) vydal pod názvem Miłość nas rozumie (Láska nám rozumí) soubor Tischnerových úvah. Bonowiczova básnická sbírka Pełne morze (Volné moře) získala v roce 2007 literární cenu Gdynia v kategorii "poezie" a byla nominována na literární cenu Nike. Jeho sbírka Polskie znaki (Polské znaky) byla roku 2011 nominována na Vratislavskou básnickou cenu Silesius (Wrocławska Nagroda Poetycka "Silesius") a sbírka Echa (Ozvěny) byla roku 2014 navržena na literární cenu Nike, na Básnickou cenu Wisławy Szymborské (Nagroda Poetycka im. Wisławy Szymborskiej) a na Básnickou cenu K. I. Gałczyńského Orfeusz (Orfeusz - Nagroda Poetycka im. K.I. Gałczyńskiego). Jako novinář a publicista spolupracuje s časopisem Tygodnik Powszechny. Působí rovněž jako jeden z literárních recenzentů v televizním programu Sztuka czytania (Umění číst), který vysílá televizní stanice TVP Kultura. Žije v Krakově. V roce 2012 byl vyznamenán Stříbrným křížem za zásluhy za svou činnost v oblasti kulturní, společenské a vydavatelské.

## Dílo

### Básnické sbírky
- Wybór większości (1995, Volba většiny)
- Hurtownia ran (2000, Velkoobchod ran)
- Wiersze ludowe (2001, Lidové básně, česky 2015)
- Pełne morze (2006, Volné moře)
- Hurtownia ran i Wiersze ludowe (2007, Velkoobchod ran a Lidové básně)
- Wybór większości i Wiersze z okolic (2007, Volba většiny a Básně z okolí)
- Polskie znaki (2010, Polské znaky)
- Echa (2013, Ozvěny, česky 2015)

### Knihy rozhovorů
- Schody do nieba. Z Ojcem Leonem Knabitem OSB rozmawiają Wojciech Bonowicz i Artur Sporniak (1999, Schody do nebe. S otcem Leonem Knabitem hovoří Wojciech Bonowicz a Artur Sporniak)
- Niebo to inni. Z Janiną Ochojską rozmawia Wojciech Bonowicz (2000, Nebe jsou ti druzí. S Janinou Ochojskou hovoří Wojciech Bonowicz)
- Od początku do końca. Z ojcem Leonem Knabitem OSB rozmawiają Wojciech Bonowicz i Artur Sporniak (2002, Od začátku do konce. S otcem Leonem Knabitem hovoří Wojciech Bonowicz a Artur Sporniak)
- Moje życie nielegalne. Wywiad-rzeka z ks. Tadeuszem Isakowiczem-Zaleskim (2008, Můj ilegální život. Rozhovor-řeka s knězem Tadeuszem Isakowiczem-Zaleským)

### Ostatní
- Tischner (2001)
- Kapelusz na wodzie. Gawędy o księdzu Tischnerze (2010, Klobouk na vodě. Hovory o knězi Tischnerovi)
- Bajki Misia Fisia (2012, Pohádky Míši Fíši)

### Česká vydání
- Lidové básně. Ozvěny (přeložil Jiří Červenka), vydala Triáda v Praze v roce 2015.